# Nausikaja (1994.)
Nausikaja, hrvatski dugometražni film iz 1994. godine.